# Reinhard F. Stocker
Reinhard Felix Stocker (* 12. März 1944 in Basel) ist ein Schweizer Biologe und emeritierter Hochschullehrer der Universität Fribourg.

## Leben und Wirken
Reinhard Felix Stocker ist der zweite von drei Söhnen von Emil Stocker (Chemiker bei der Firma J.R. Geigy AG) und dessen Ehefrau Heidi Stocker. Er wuchs in Riehen bei Basel auf und legte 1963 seine Matura am Realgymnasium Basel ab. 1963 begann er ein Studium der Zoologie an der Universität Basel und wurde 1972 bei Hans Nüesch summa cum laude promoviert. In den Jahren 1974/1975 war er Postdoktorand an der University of Washington in Seattle.
1976 kehrte Stocker zunächst an die Universität Basel zurück und nahm 1978 eine Stelle als Postdoktorand (Doktorassistent/Assistant docteur) am Zoologischen Institut (später Biologisches Institut) der Universität Fribourg an, wo er 1980 als Oberassistent (Maître-assistant) angestellt wurde. Er habilitierte sich 1985 an der Universität Fribourg, wo er 1993 zum Professor (Professeur associé) ernannt wurde.
Er leistete Pionierarbeit bei der Analyse des Geruchs- und Geschmackssinns bei höheren Tieren. Hierzu verwendete er beispielhaft die Taufliege Drosophila melanogaster. Stockers Arbeit setzte Maßstäbe in der Darstellung der Anatomie und der Entwicklung des Geruchssystems, insbesondere über die Metamorphose hinweg. Diese Arbeiten wurden 2007 mit dem Théodore-Ott-Preis der Schweizerischen Akademie der Medizinischen Wissenschaften geehrt. Zudem war Stocker wesentlich daran beteiligt, die Larven der Taufliege als Modellsystem der Gehirn- und Verhaltenswissenschaften zu etablieren.
Seit 2008 ist Stocker Redaktionsmitglied des The Journal of Comparative Neurology. Nach seiner Emeritierung an der Universität Fribourg im Jahr 2011 veröffentlichte Stocker ein Buch fiktionalen Inhalts.

## Forschungsschwerpunkte
Stockers Dissertation im Jahr 1963 war eine Arbeit, in der er die Entwicklung des ventralen Nervenstrangs der Ameise Myrmica laevinodis während der Metamorphose elektronenmikroskopisch untersuchte. Es folgten zwei ebenfalls elektronenmikroskopische Studien mit Hans Nüesch über die Entwicklung der Nerv-Muskel-Kontakte im Puppen- und frühen Adultstadium des Schmetterlings Antheraea polyphemus. Inspiriert von Erkenntnissen darüber, wie Gene die Entwicklung der Taufliege Drosophila melanogaster steuern, wandte er seine Aufmerksamkeit der Rolle des Antennapedia-Gens für die Entwicklung des Nervensystems zu. Das Antennapedia-Gen gehört zu einer Familie von homöotischen Genen, welche die Identität der Körpersegmente bestimmen: 1971 hatten Postlethwait und Schneiderman (Devel. Biol. 25, 606–640) entdeckt, dass sich bei Mutanten dieses Gens die Gliedmassen eines der Kopfsegmente nicht wie bei der Wildtyp-Fliege als Antenne, sondern als Thorakalbein entwickeln.
Während seines Postdoc-Aufenthaltes an der University of Washington (1974/1975) zeigte Stocker zusammen mit John S. Edwards, Gerold Schubiger, John Palka und James W. Truman, wie sich diese Änderung der Segmentidentität – oder in späteren Experimenten die mikrochirurgische Transplantation von Gliedmassenanlagen – auf die Verbindungen der sensorischen Neurone von den Gliedmassen zum Zentralnervensystem auswirkt. Die Entwicklungsneurogenetik der sensorischen Systeme bei Drosophila melanogaster entwickelte sich zu Stockers Hauptforschungsinteresse während seiner weiteren Laufbahn.
Er habilitierte sich mit einer Studie über die Spezifität neuronaler Verbindungen bei Drosophila, die auf der Färbung sensorischer Projektionen im Gehirn, auf elektronenmikroskopischen und sinnesphysiologischen Befunden und auf der Manipulation neuronaler Identität durch homöotische Mutationen beruhte. Später verwendeten Stocker und seine Mitarbeiter die von Brand und Perrimon 1993 etablierte Gal4-UAS-Methode zur zelltypspezifischen Manipulation von Neuronen (Development 118, 401–415). Damit konnten sie die Organisation des Antennallobus, des ersten Schaltzentrums des olfaktorischen Systems, und dessen Entwicklung während der Metamorphose in nie dagewesener Genauigkeit und Vollständigkeit beschreiben. Diese Studien waren entscheidend, um die Verschaltung von olfaktorischen Sinnesneuronen, die verschiedene Geruchsrezeptorgene exprimieren, in den Glomeruli des Antennallobus zu kartieren und die funktionelle Bedeutung dieser Verschaltung für die Wahrnehmung von Gerüchen zu verstehen.
Das Stocker-Labor an der Universität Fribourg lieferte wichtige Erkenntnisse zu den neurogenetischen Grundlagen und der Entwicklung der chemischen Sinne und des Sexualverhaltens, sowie zum Ursprung der chemosensorischen Neuronen und ihrem Schicksal während der Metamorphose. Seit den 1990er Jahren etablierten Stocker und Mitarbeiter darüber hinaus D. melanogaster Larven als Modellsystem der Verhaltensneurogenetik, der Untersuchung der chemischen Sinne und des chemosensorischen Lernens, sowie der Gehirnschaltkreise, die diesen Funktionen dienen.
Im Laufe seiner Laufbahn verlagerte sich Stockers wissenschaftliches Interesse allmählich von der sensorischen Peripherie hin zum zentralen Nervensystem und zum Verhalten. Dieser „outside-in“ Ansatz beruhte auf einer besonders genauen und vollständigen Beschreibung der Anatomie und der Entwicklung der untersuchten neuronalen Systeme. Charakteristisch für seine Arbeit ist außerdem der frühe Einsatz neuer Methoden und Techniken, darunter Elektronenmikroskopie, Immunhistochemie, zelltypspezifische Transgenexpression und die Verwendung von D. melanogaster Larven als Studienobjekte für die Gehirn- und Verhaltenswissenschaften.

## Auszeichnungen
- 2007: Théodore Ott Preis der Schweizerischen Akademie der Medizinischen Wissenschaften[49]

## Organisation von Kongressen
- 2004: Neurofly, Neuchâtel, Schweiz
- 2007: Schweizer Drosophila-Treffen, Fribourg
- 2009: Schweizerische Gesellschaft für Neurowissenschaften, Fribourg
- 2010: Schweizer Drosophila-Treffen, Fribourg
- 2010: Drosophila Maggot Meeting: Neural Circuits to Behavior, Bangalore (Indien)

## Schriften (Auswahl)
- Reinhard Stocker: Die Entwicklung der ventralen Ganglienkette bei der Arbeiterinnenkaste von Myrmica laevinodis Nyl. (Hym., Form.). In: Revue suisse de zoologie. Band 80, 1973, S. 971–1029.
- Katastrophen, Krisen und kluge Köpfe. Eine andere Weltgeschichte. tredition, Hamburg 2020, ISBN 978-3-347-07071-4.
- Immer der Nase nach. Universitas, Freiburg/Fribourg 2006, 19-21.